# OK PRO Volley
OK PRO Volley – słoweński klub siatkarski z Mariboru. Założony został w 2013 roku. Głównym celem funkcjonowania klubu jest popularyzacja siatkówki, a także promowanie aktywnego trybu życia wśród młodych ludzi. W ramach klubu funkcjonuje drużyna seniorska składająca się z doświadczonych zawodników, którzy ze względu na okoliczności życiowe, takie jak praca czy nauka, nie są w stanie grać w zespołach z najwyższego poziomu rozgrywkowego. Klub zajmuje się również szkoleniem dzieci i młodzieży z Mariboru.
W sezonie 2014/2015 seniorska drużyna rywalizowała w 3. DOL, w której zajęła drugie miejsce. Po zwycięskich barażach uzyskała awans do 2. DOL. W 2. DOL grała od sezonu 2015/2016 do końca sezonu 2019/2020. W tym okresie najlepszy wynik osiągnęła w sezonie 2018/2019, zajmując trzecie miejsce.
Po reformie struktury ligowej dokonanej po zakończeniu sezonu 2019/2020, OK PRO Volley trafił do 1B. DOL – drugiej dywizji najwyższej klasy rozgrywkowej. W sezonie 2020/2021 zajął w niej ostatnie miejsce, tym samym spadł do 2. DOL.
Głównym obiektem, w którym klub rozgrywa swoje mecze, jest hala sportowa przy szkole podstawowej im. Leona Štuklja (Osnovna šola Leona Štuklja) w Mariborze.

## Miejsca w poszczególnych sezonach
| Sezon     | Rozgrywki ligowe | Rozgrywki ligowe | Rozgrywki ligowe | Rozgrywki ligowe | Puchar     |
| Sezon     | Poziom           | Poziom           | Miejsce          | Miejsce          | Puchar     |
| --------- | ---------------- | ---------------- | ---------------- | ---------------- | ---------- |
| 2014/2015 | 3. DOL           | 3. DOL           | 2/10             | 2/10             | 4. runda   |
| 2015/2016 | 2. DOL           | 2. DOL           | 10/12            | 10/12            | 1/8 finału |
| 2016/2017 | 2. DOL           | 2. DOL           | 7/12             | 7/12             | 3. runda   |
| 2017/2018 | 2. DOL           | 2. DOL           | 10/12            | 10/12            | 4. runda   |
| 2018/2019 | 2. DOL           | 2. DOL           | 3/12             | 3/12             | 3. runda   |
| 2019/2020 | 2. DOL           | 2. DOL           | 5/12             | 5/12             | 4. runda   |
| 2020/2021 | 1. DOL           | 1B.              | 16/16            | 8/8              | —          |

Poziom rozgrywek:
     pierwszy poziom
     drugi poziom
     trzeci poziom